# Phorcys dubei
Phorcys dubei és una espècie extinta de sinàpsid del clade dels gorgonops que visqué al supercontinent de Pangea durant el Permià mitjà. Se n'han trobat restes fòssils al grup de Beaufort (Sud-àfrica). És un dels gorgonops més antics coneguts i, a més a més, és força gros per ser un gorgonop primitiu, amb una llargada cranial d'uns 30 cm. Es tracta de l'única espècie del gènere Phorcys. El nom genèric Phorcys es refereix a Forcis, déu primordial i pare de les gòrgones (evocades habitualment en la nomenclatura dels gorgonops) en la mitologia grega, mentre que el nom específic dubei li fou assignat en honor de Charlton Dube, el preparador dels dos espècimens coneguts d'aquesta espècie.